# 아타리 VCS (2021년 콘솔)

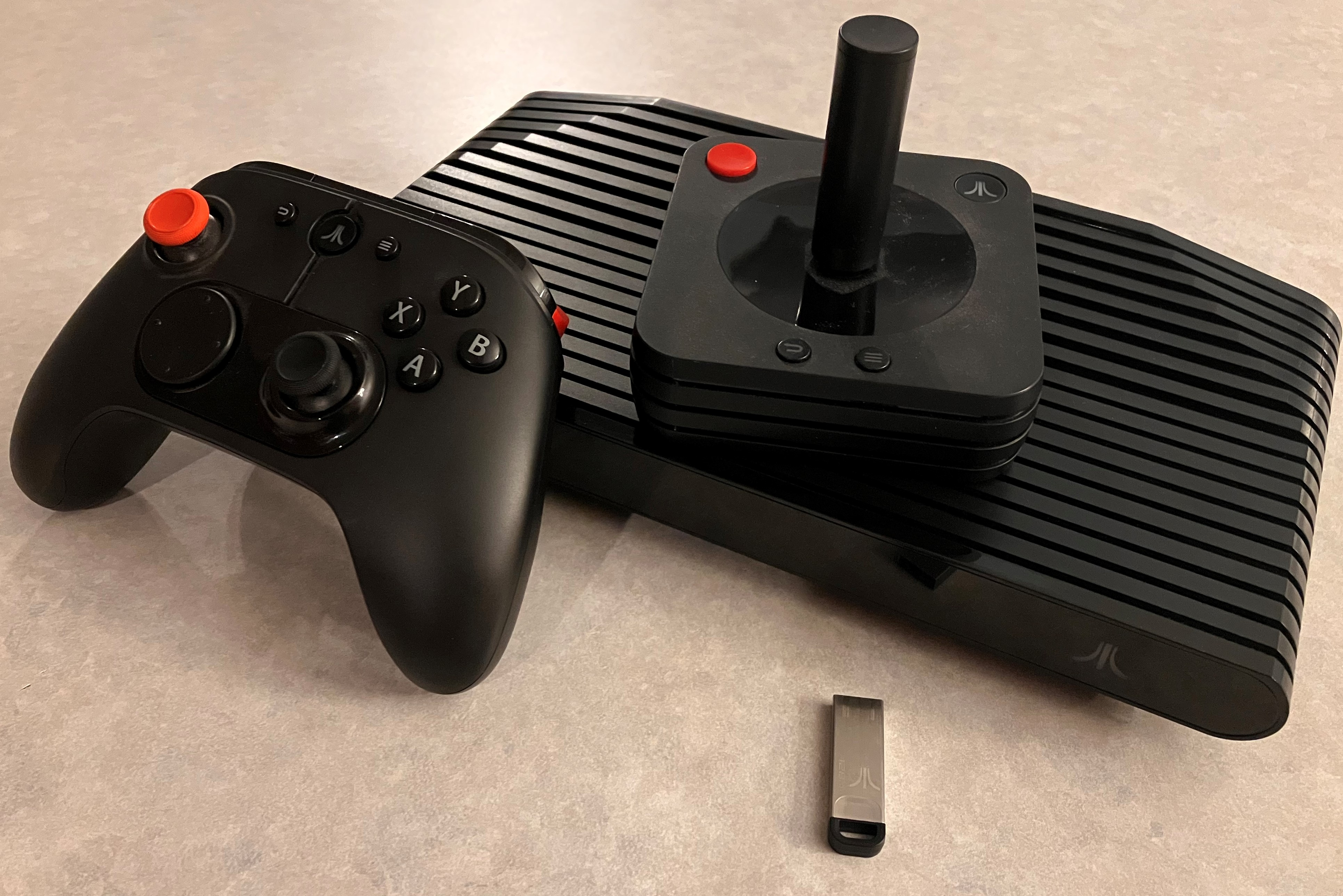

아타리 VCS(Atari VCS (2021 console))는 아타리에서 생산한 가정용 비디오 게임기이다. 외부 케이스 디자인은 아타리 2600에 경의를 표하기 위한 것이지만, 새로운 Atari VCS는 아타리OS라는 리눅스 기반 운영 체제를 통해 최신 게임과 스트리밍 엔터테인먼트를 재생한다. 사용자는 윈도우 10과 호환되는 게임을 포함하여 다른 호환 게임을 다운로드하고 설치할 수 있다. 이 시스템은 아타리의 1977 비디오 컴퓨터 시스템과 이름을 공유하며 일반적으로 VCS로 줄여서 1982년 후반에 아타리 2600으로 이름이 변경되었다. .
이 시스템은 2017년 6월에 처음 공개되었으며 2018년 5월부터 부분적으로 크라우드펀딩을 받았다. 몇 차례 지연된 후 콘솔은 2020년 3월에 출시될 것으로 예상되었지만 코로나19 범유행으로 인해 12월로 다시 연기되었다. 후원자를 위한 초기 장치는 2020년 12월에 배송되었으며, 콘솔은 2021년 6월 10일에 호주와 뉴질랜드에서 일반 출시되었으며, VCS는 2021년 6월 15일에 북미에서 출시되었다. 배송은 처음에 미국으로만 제한되었다. 아타리 및 공식 유통업체가 제공한다. 2021년 10월부터 아타리 VCS 스토어에서 직접 주문하는 경우 캐나다를 포함하도록 배송이 확대되었다.